# Departamento General Juan Facundo Quiroga
Das Departamento General Juan Facundo Quiroga liegt im Westen der Provinz La Rioja im Nordwesten Argentiniens und ist eine von 18 Verwaltungseinheiten der Provinz. 
Es grenzt im Norden an die Departamentos Independencia und General Ángel V. Peñaloza, im Osten an die Departamentos General Belgrano und General Ocampo, im Süden an das Departamento Rosario Vera Peñaloza und im Westen an die Provinz San Juan. 
Die Hauptstadt des Departamento General Juan Facundo Quiroga ist Malanzán. Das Departamento trägt den Namen Juan Facundo Quirogas, eines argentinischen Militärs des 19. Jahrhunderts und Gouverneurs von La Rioja.

## Städte und Gemeinden
Das Departamento General Juan Facundo Quiroga ist in folgende Gemeinden aufgeteilt:
- Portezuelo
- Malanzán
- Nacate
- San Antonio
- Retamal